# Schedocentrus
Schedocentrus is een geslacht van rechtvleugeligen uit de familie sabelsprinkhanen (Tettigoniidae). De wetenschappelijke naam van dit geslacht is voor het eerst geldig gepubliceerd in 1924 door Hebard.

## Soorten
Het geslacht Schedocentrus omvat de volgende soorten:
- Schedocentrus angustatus Brunner von Wattenwyl, 1895
- Schedocentrus granulifer Beier, 1960
- Schedocentrus innotatus Walker, 1870
- Schedocentrus isernii Bolívar, 1881
- Schedocentrus nigroantennatus Brunner von Wattenwyl, 1895
- Schedocentrus speculatus Beier, 1960
- Schedocentrus spinosus Beier, 1960
- Schedocentrus steinbachi Beier, 1960
- Schedocentrus transvittatus Scudder, 1875
- Schedocentrus andinus Beier, 1960
- Schedocentrus angustixiphus Beier, 1960
- Schedocentrus areolatus Brunner von Wattenwyl, 1895
- Schedocentrus armatus Bolívar, 1881
- Schedocentrus basalis Beier, 1960
- Schedocentrus basinotatus Beier, 1960
- Schedocentrus bolivianus Beier, 1960
- Schedocentrus brevixiphus Beier, 1960
- Schedocentrus differens Bolívar, 1881
- Schedocentrus haenschi Beier, 1960
- Schedocentrus ignotus Piza, 1978
- Schedocentrus liparochrus Hebard, 1924
- Schedocentrus nigrescens Beier, 1960
- Schedocentrus nigricans Piza, 1978
- Schedocentrus penai Beier, 1962
- Schedocentrus pugifer Beier, 1960
- Schedocentrus saussurei Griffini, 1898
- Schedocentrus scudderi Beier, 1960
- Schedocentrus tessellatus Walker, 1870
- Schedocentrus titschacki Beier, 1960
- Schedocentrus vicinus Beier, 1960
- Schedocentrus viridiafflatus Brunner von Wattenwyl, 1895
- Schedocentrus viridinervosus Beier, 1960